# Sabhar
Sabhar est une upazila du Bangladesh dans le district de Dhaka. En 1991, on y dénombrait 1 387 426 habitants. 